# Howe Township (contea di Forest, Pennsylvania)
Howe Township è una township della contea di Forest, Pennsylvania, Stati Uniti. La popolazione era di 405 abitanti al censimento del 2010.

## Geografia fisica
Secondo lo United States Census Bureau, ha un'area totale di 87,5 mi² (226,62 km²).

## Società

### Evoluzione demografica
Secondo il censimento del 2010, la popolazione era di 405 abitanti.

### Etnie e minoranze straniere
Secondo il censimento del 2010, la composizione etnica della township era formata dal 64,7% di bianchi, il 34,6% di afroamericani, lo 0,0% di nativi americani, lo 0,2% di asiatici, lo 0,0% di oceaniani, lo 0,0% di altre razze, e lo 0,5% di due o più etnie. Ispanici o latinos di qualunque razza erano l'8,6% della popolazione.